# Kadayanallur
Kadayanallur (en tamil: கடையநல்லூர்) es una localidad de la India en el distrito de Tenkasi, estado de Tamil Nadu.

## Geografía
Se encuentra a una altitud de 194 m s. n. m. a 576 km de la capital estatal, Chennai, en la zona horaria UTC +5:30.

## Demografía
Según estimación 2010 contaba con una población de 80 015 habitantes.